# Orden imperial de Leopoldo
La Orden imperial de Leopoldo fue una orden de caballería existente en el Imperio austríaco y en su sucesor, el Imperio austrohúngaro, para recompensar méritos civiles y militares.

## Historia
La orden fue instituida por Francisco I de Austria el 8 de enero de 1808, día de su compromiso con la que posteriormente sería su tercera mujer, María Luisa de Austria-Este. Sus estatutos fueron promulgados el 14 de julio del mismo año. El nombre de la orden honra al padre del fundador, el emperador Leopoldo II del Sacro Imperio Romano Germánico.
El decreto de creación establecía que esta se creaba para premiar los servicios prestados al Estado y a la Casa Imperial. La admisión a la orden se realizaba cualquiera fuese el rango y la dignidad previa del futuro miembro.

## Estructura
La orden se componía de tres clases:
- Gran Cruz
- Comendador
- Caballero

El orden de precedencia entre las distintas clases era el siguiente: Los caballeros grandes cruces precedían a los comendadores y estos a los caballeros. La precedencia dentro de la misma clase se establecía por la mayor antigüedad en la misma.
La orden contaba también con los siguientes oficiales: prelado, canciller, registrador, tesorero, heraldo y clérigo de la cancillería.

## Insignias

### Cruz
La insignia de la orden consistía en una cruz esmaltada de rojo con los bordes esmaltados de blanco. En el centro de la cruz un círculo esmaltado de rojo conteniendo en el anverso en letras doradas "F. I. A." (Franciscus Imperator Austriae). Este círculo cuenta con un borde esmaltado en blanco en el que se encontraban inscritas las palabras "Integritate et merito". El reverso de la cruz era igual en todo, salvo que el círculo se encontraba esmaltado en blanco con la inscripción "Opes Regum, Corda Subditorum". La cruz estaba coronada por la corona imperial.

### Cinta
La cinta era de color rojo con una franja blanca estrecha a cada uno de los lados.
Las insignias se llevaban de la forma siguiente según el grado correspondiente:
|                       |            |           |
| Pasadores de la orden |            |           |
| Caballero             | Comendador | Gran Cruz |

### Hábito
La orden contaba con un hábito propio con los colores de la orden: blanco y rojo.